# Acrapex prisca
Acrapex prisca là một loài bướm đêm trong họ Noctuidae.